# 二碘化铂
二碘化铂是一种无机化合物，化学式为PtI2。它可由铂和碘反应，或者六碘合铂酸钾的水溶液在240 °C分解得到。它在甲苯中和一氧化碳、磺酰氯反应，可以得到cis-Pt(CO)2Cl2。它和N,N'-二烷基咪唑鎓碘化物、乙酸钠在DMSO中反应，可以得到相应的双(卡宾)二碘化铂配合物。